# 孙方霖
孙方霖，清华大学教授，研究领域为表观遗传学，“973”项目首席科学家，中华人民共和国教育部第八批“长江学者”特聘教授，享受政府特殊津贴。

## 生平
曾就读于剑桥大学，在华盛顿大学生物系从事博士后研究。2006年起任清华大学教授。